# 中龙乡
中龙乡是江西省泰和县下辖的一个乡，位于县境东南部山区，总面积110平方公里，其中林地面积13.5万亩（90.0平方公里），耕地面积6064亩（4.04平方公里），是泰和县重点林区。2007年总人口6360人。

## 地理与交通
中龙乡位于泰和县东南部，周围被紫瑶山、马鞍山、五峰山、山仙寨、楼梯岭等山怀抱，地势东南高、西北低。仙槎河源流之一的十八都河源自境内石陂，在亭前附近与自小龙镇流入的另一源流十七都河汇合，再向西北流入灌溪镇。
因地处山区，交通不便，主要依赖小龙至沙村的公路，距泰和县城48公里、泰和火车站53公里、井冈山机场68公里。

## 经济
经济以林业为主，全乡林地面积13.5万亩，占总面积的95%，主要林产品有山茶油、杉木、毛竹、罗汉松、楠木、栎木、樟木等。2007年地区生产总值为6958万元，其中工业总产值4522.7万元，农业总产值2435.3万元。

## 沿革与行政区划
1950年属中洞、瑶岭等乡，1956年并乡设立中龙乡，1958年改为中龙人民公社，1984年撤消公社恢复为中龙乡。现辖8个村委会，包括百记村、亩芫村、黄沙村、周溪村、马田村、良坪村、东合村、中龙村，乡政府驻百记村。